# Christian Johnsen
Christian Johnsen (Lillehammer, 10 giugno 1977) è un allenatore di calcio ed ex calciatore norvegese, di ruolo attaccante.

## Carriera

### Giocatore

#### Club
Johnsen ha giocato nel Faaberg, prima di passare al Moss. Ha esordito in Eliteserien il 13 aprile 1998, quando è stato titolare nel successo per 0-1 sul campo del Brann, in cui ha segnato la rete che ha sancito la vittoria della sua squadra. Nel 2000 è passato al Raufoss, militante nella 1. divisjon, per cui ha debuttato il 16 luglio, realizzando una doppietta nel successo per 4-2 sull'HamKam. È arrivato al secondo posto nella graduatoria dei marcatori nel campionato 2003.
Nel 2004 è stato ingaggiato dagli svedesi dell'Örebro, per cui giocò il primo incontro nella Allsvenskan l'8 luglio, sostituendo Ricardo Costa nel pareggio per 0-0 contro l'IFK Göteborg.

#### Nazionale
Conta 2 presenze per la Norvegia under 21. Ha esordito il 24 marzo 1998, schierato titolare nella sconfitta per 2-1 contro la Polonia under 21.

### Allenatore
Il 7 dicembre 2016, Johnsen è stato nominato nuovo allenatore del Raufoss, a partire dal 1º gennaio 2017. Ha lasciato la squadra al termine del campionato 2022.
Il 13 giugno 2023 è stato nominato nuovo allenatore dell'Aalesund. Al termine di quella stessa stagione, la squadra è retrocessa in 1. divisjon. Il 18 giugno 2024 è stato esonerato, con l'Aalesund a quota 9 punti dopo 13 partite di campionato.